# Niedersächsisches Landeskrankenhaus
Niedersächsisches Landeskrankenhaus (NLKH) bezeichnet zehn Landeskrankenhäuser des Landes Niedersachsen in Form von psychiatrischen Kliniken, von denen acht privatisiert wurden:
Noch bestehende Landeskrankenhäuser:
- Niedersächsisches Landeskrankenhaus Brauel (als Maßregelvollzugszentrum)
- Niedersächsisches Landeskrankenhaus Moringen (als Maßregelvollzugszentrum)

Privatisierte Landeskrankenhäuser:
- Niedersächsisches Landeskrankenhaus Göttingen (verkauft an Asklepios-Kliniken-Gruppe)
- Niedersächsisches Landeskrankenhaus Hildesheim (verkauft an Ameos-Gruppe)
- Niedersächsisches Landeskrankenhaus Osnabrück (verkauft an Ameos-Gruppe)
- Niedersächsisches Landeskrankenhaus Königslutter (verkauft an Arbeiterwohlfahrt)
- Niedersächsisches Landeskrankenhaus Lüneburg (verkauft an Psychiatrische Klinik Lüneburg gGmbH)
- Niedersächsisches Landeskrankenhaus Tiefenbrunn (verkauft an Asklepios-Kliniken-Gruppe)
- Niedersächsisches Landeskrankenhaus Wehnen (verkauft an Psychiatrieverbund Oldenburger Land gGmbH)
- Niedersächsisches Landeskrankenhaus Wunstorf (verkauft an Klinikum Region Hannover GmbH)